# Caecidotea incurva
Caecidotea incurva är en kräftdjursart som beskrevs av Steeves och John R. Holsinger 1968. Caecidotea incurva ingår i släktet Caecidotea och familjen sötvattensgråsuggor. Inga underarter finns listade i Catalogue of Life.